# Tank & Rast
Die Autobahn Tank & Rast Gruppe GmbH & Co. KG mit Sitz in Bonn ist ein privater Dienstleister, der die Konzession für beinahe alle Autobahnraststätten und deren Tankstellen in Deutschland hält. Die Vertriebsrechte für Kraftstoff am Großteil der Raststätten werden im Rahmen einer Auktion durch die Gesellschaft zur Pacht vergeben; die Verträge liefen zuletzt in der Regel über vier Jahre. Darüber hinaus betreibt das Unternehmen eigene Tankstellen und Autohöfe und bietet damit verbundene Dienstleistungen an. Es wird seit Jahren als ein Quasi-Monopolist kritisiert, insbesondere für seine überhöhten Sprit- und Produktpreise.

## Unternehmensstruktur

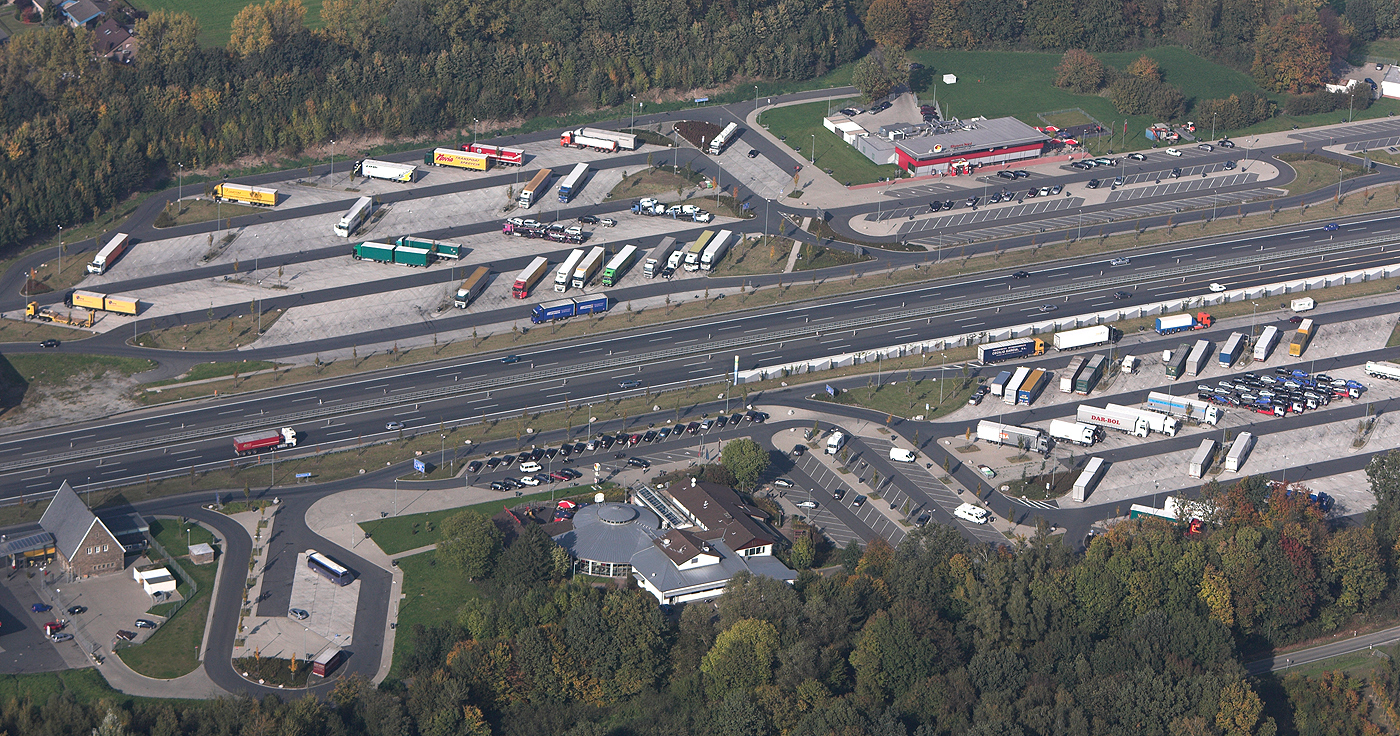
Autobahnraststätte Rhynern an der A2 bei Hamm

Es gibt vier Geschäftsbereiche: Tankstellen, Raststätten, Autohöfe und Eigenbetriebe. Mit 410 Rastanlagen, 360 Tankstellen und 50 Hotels ist Tank & Rast die größte Dienstleistungsgesellschaft dieser Art in Deutschland. Sie verfügt über 93 Prozent der Konzessionen für Nebenbetriebe an den Autobahnen (410 von 442 Autobahnraststätten).
Typischerweise betreibt Tank & Rast die Tankstellen und Raststätten nicht selbst, sondern verpachtet sie an private Pächter. Diese erhalten Lizenzen der Gesellschaft Tank & Rast und sind verpflichtet, Mindeststandards bezüglich Marktauftritt, Erscheinungsbild, Sortiment und Qualität einzuhalten; die Betreiber, die den Zuschlag für den Betrieb erhalten haben, legen die Kosten auf die Kraftstoffpreise und Produktpreise im Verkaufsbereich um und sind somit immer höherpreisig gegenüber den Angeboten an Straßentankstellen. Rund 15 Betriebe werden von Tank & Rast als Eigenbetriebe geführt.

## Geschichte

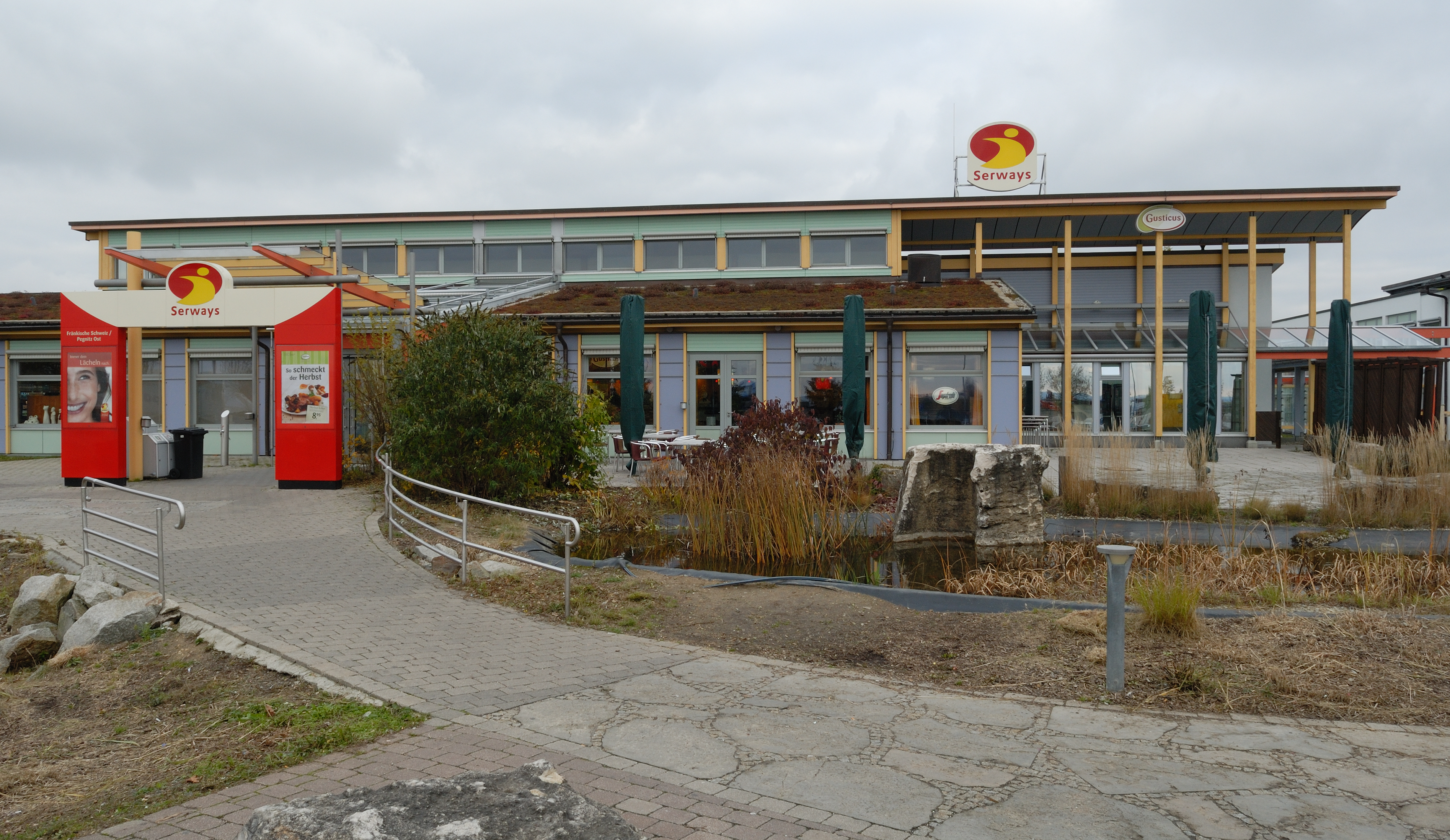
Serways-Filiale an der Raststätte Fränkische Schweiz-Ost

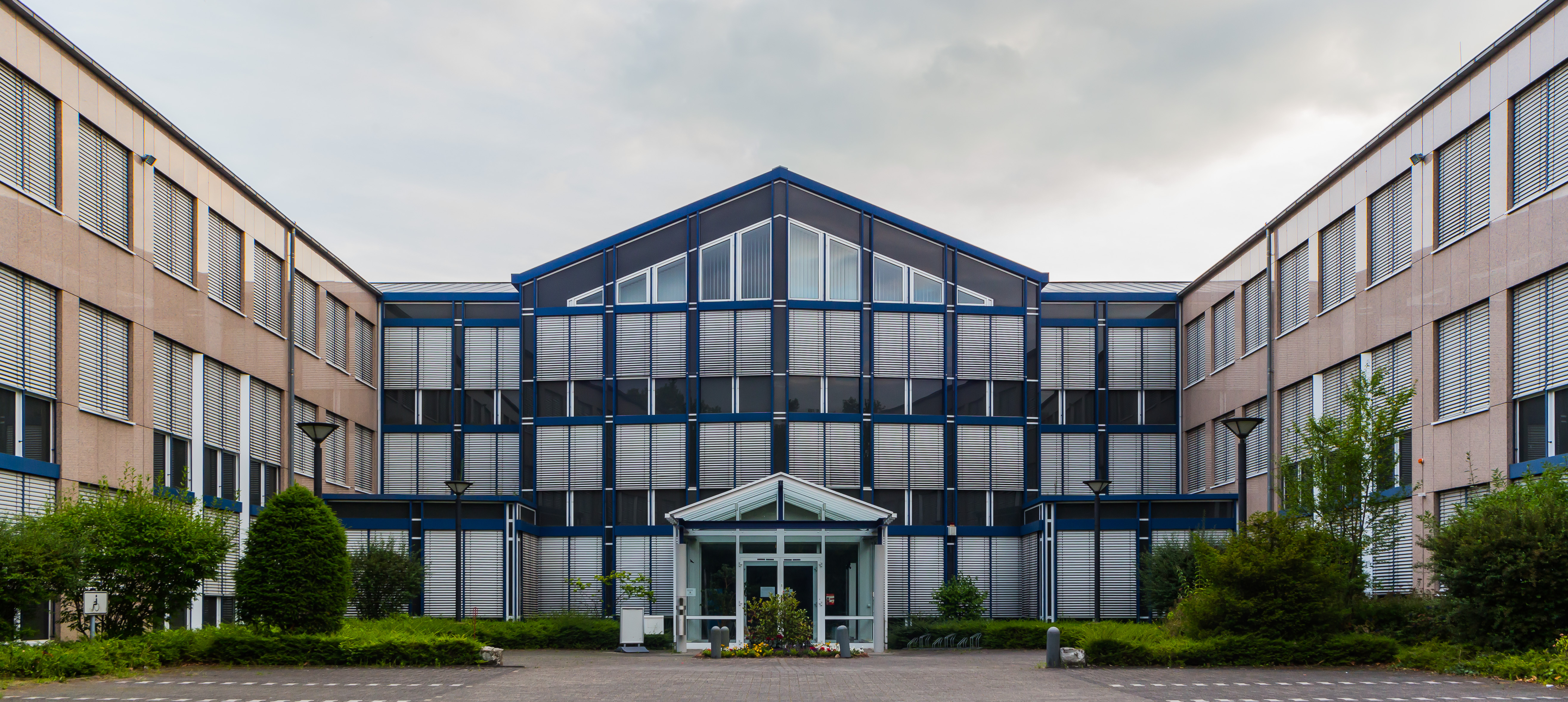
Unternehmenssitz in Bonn

Tank & Rast wurde 1994 gegründet. Vorgänger waren die ehemaligen bundeseigenen Gesellschaften Gesellschaft für Nebenbetriebe der Bundesautobahnen (GfN, gegründet 1951) sowie die Ostdeutsche Autobahntankstellengesellschaft mbH (OATG).
Im Jahr 1998 erfolgte die Privatisierung mit den politischen Vorgaben:
- Erhalt des bewährten Systems „Fahren, Tanken und Rasten auf der Autobahn“ für die Verkehrsteilnehmer,
- Erhalt der mittelständischen Pächterstruktur und deren unternehmerischer Freiheit,
- Erhalt der Angebotsvielfalt bei Tankstellen und Berücksichtigung der Interessen der mittelständischen Tankstellenbetreiber,
- Vermeidung von Monopolen.[1]

Verantwortlich für den Verkauf an die Lufthansa (30,6 Prozent) und Private-Equity-Unternehmen, namentlich Apax sowie die Allianz-Tochter Allianz Capital Partners, zeichnete der damalige Verkehrsminister Matthias Wissmann (CDU). Der Erlös betrug 1,2 Milliarden DM. Der Privatisierungsvertrag wurde nach monatelangen Verhandlungen am 29. Oktober 1998 in Köln unterzeichnet, nur zwei Tage nach der Vereidigung von Franz Müntefering (SPD) als Verkehrsminister. Dennoch hielt sich lange Zeit das Gerücht, Müntefering und die rot-grüne Bundesregierung hätten die Privatisierung vorangetrieben. Von Ende 2004 bis Juni 2007 war das britische Private-Equity-Unternehmen Terra Firma Capital Partners alleiniger Eigentümer von Tank & Rast. 2004 hatte das Unternehmen Tank & Rast für ca. 1,1 Milliarden Euro übernommen. Im Juni 2007 beteiligte sich der Infrastrukturfonds RREEF der Deutschen Bank für 1,2 Milliarden Euro an 50 Prozent des Unternehmens. Nach Abschluss einer 2004 begonnenen Pilotphase baute Tank & Rast 2007 die Raststätten-Marke Serways auf 80 Standorte aus. 2009 waren von den 390 Tank-&-Rast-Standorten 170 Serways-Filialen.
Im Jahr 2009 kaufte das Unternehmen vom Handelskonzern Metro den Tank- und Raststättenbetreiber Axxe.
Im Januar 2011 eröffnete das Unternehmen seinen ersten Autohof in Rheda-Wiedenbrück an der A 2. In die Ausstattung des Autohofs wurden rund 1,5 Millionen Euro investiert.
Im August 2015 wurde Tank & Rast durch ein Konsortium für 3,5 Milliarden Euro erworben. Zum Konsortium gehören die Allianz-Tochter Allianz Capital Partners, die Münchener-Rück-Tochter MEAG, die Abu Dhabi Investment Authority und der kanadische Infrastrukturfonds OMERS Infrastructure, ehemals Borealis Infrastructure.

## Kritik

### Monopolstellung und überhöhte Preise
Immer wieder wird das Geschäftsmodell von Tank & Rast kritisiert: Ihm wird vorgehalten, als Quasi-Monopolist zu agieren. Die FAZ berichtete im August 2018, dass der Bundesverband der Verbraucherzentralen dem Raststättenkonzern Tank & Rast Abzocke am Kunden vorwerfe. Das Unternehmen habe mit 460 Tankstellen und 410 Raststätten inzwischen praktisch eine Monopolstellung, und laut dem Bundesverband der Verbraucherzentralen werde die Zwangssituation von Kunden ausgenutzt. Diese Vorwürfe beziehen sich auf das Unternehmen Sanifair, aber man wirft Tank & Rast auch die zum Teil sehr hohen Preise vor, die bis zu fünf Mal höher als im Supermarkt seien. Studien und seit 2017 das Bundeskartellamt dokumentieren einen wachsenden Preisabstand beim Benzin zwischen Autobahntankstellen und den anderen Tankstellen, bei der letzten Erhebung des Kartellamts im Juli 2024 betrug er 42 Cent pro Liter Benzin (E5). Auch überhöhte Preise für Lebensmittel wurden zahlreich durch Medienrecherchen belegt, z. B. 2021, 2023 und 2024.
Auch die abgeschlossene Privatisierung wird kritisiert. In den 1990er Jahren waren Würstchenbuden und ähnliche Gewerbe an den Raststätten vertreten, bei denen Artikel günstig erworben werden konnten. Diese Gewerbe verbot das Bundesverkehrsministerium; fast gleichzeitig wurde die bis dahin im Staatsbesitz befindliche Tank & Rast verkauft und privatisiert. Der Bundestagsabgeordnete und Verkehrsexperte Victor Perli (Die Linke) sieht das als eine Entscheidung zu Lasten der Verbraucher: „Tank & Rast ist die Geschichte einer Privatisierung, die dazu führt, dass sich heute wenige sehr bereichern an dem Betrieb von Autobahnraststätten, die öffentliche Hand da viel Geld dafür reinsteckt, die Beschäftigten kaum mehr bekommen als den Mindestlohn und die Kundinnen und Kunden sehr hohe Preise zahlen müssen, wenn sie tanken, wenn sie etwas essen möchten. Und das ist eine ganz schlimme Geschichte von Privatisierungsversagen.“

### Toilettennutzungsgebühr
Kritisch beleuchtete das Verbrauchermagazin Vorsicht, Verbraucherfalle! der ARD am 5. Dezember 2016 das Geschäftsmodell von Sanifair. So heißt es im Privatisierungsvertrag von 1998: „Die Tank & Rast wird sich bemühen, die unentgeltliche Benutzung von sanitären Einrichtungen ganzjährig durchgehend sicherzustellen.“ Letztendlich gründete man das Tochterunternehmen Sanifair und führte eine Toilettennutzungsgebühr von einem Euro gegen Wertcoupons ein. Schon zuvor hatten andere Medien über die Geschäftspraktiken von Sanifair berichtet. Auch der RBB berichtete im März 2018 kritisch über das sogenannte Bonsystem von Sanifair; danach löse wohl tatsächlich fast die Hälfte der Deutschen diese Gutscheine selten oder nie ein. Das habe eine repräsentative Befragung des Marktforschungsinstituts INSA im Auftrag des rbb-Verbrauchermagazins Super.Markt ergeben. Bei einer Umfrage im Auftrag der ARD von 2024 waren es sogar 57 Prozent, die ihre Gutscheine „selten“ oder „nie“ einlösen.

### Überschuldung
Der Konzern ist hoch verschuldet. Laut dem Konzernabschluss von 2022 betrugen die Verbindlichkeiten rund 4,4 Milliarden Euro, bei Umsätzen von nur rund 645 Millionen Euro. Das Eigenkapital war in diesem Jahr zugleich mit rund 900 Millionen Euro im Minus. Der Betriebswirtschaftsprofessor Thomas Hartmann Wendels von der Universität Köln hält es deshalb für „nicht erkennbar“, wie Tank & Rast die Schulden wieder abbauen könnte.

### Lobbyarbeit
Tank & Rast bezahlt über 300.000 Euro pro Jahr für Lobbyarbeit im Deutschen Bundestag. CEO Peter Markus Löw war bis zu seinem Wechsel zu Tank & Rast im Jahr 2001 Kommunikationsleiter im Bundesverkehrsministerium.
Das Unternehmen ist Mitglied in verschiedenen Lobbyverbänden (Bundesverband der Deutschen Tourismuswirtschaft (BTW), Deutsches Verkehrsforum und Pro Mobilität, ein Lobbyverband zur Förderung der Straßeninfrastruktur). Bekanntester Lobbyist ist der ehemalige bayerische Ministerpräsident Günther Beckstein (CSU).

## Sanifair

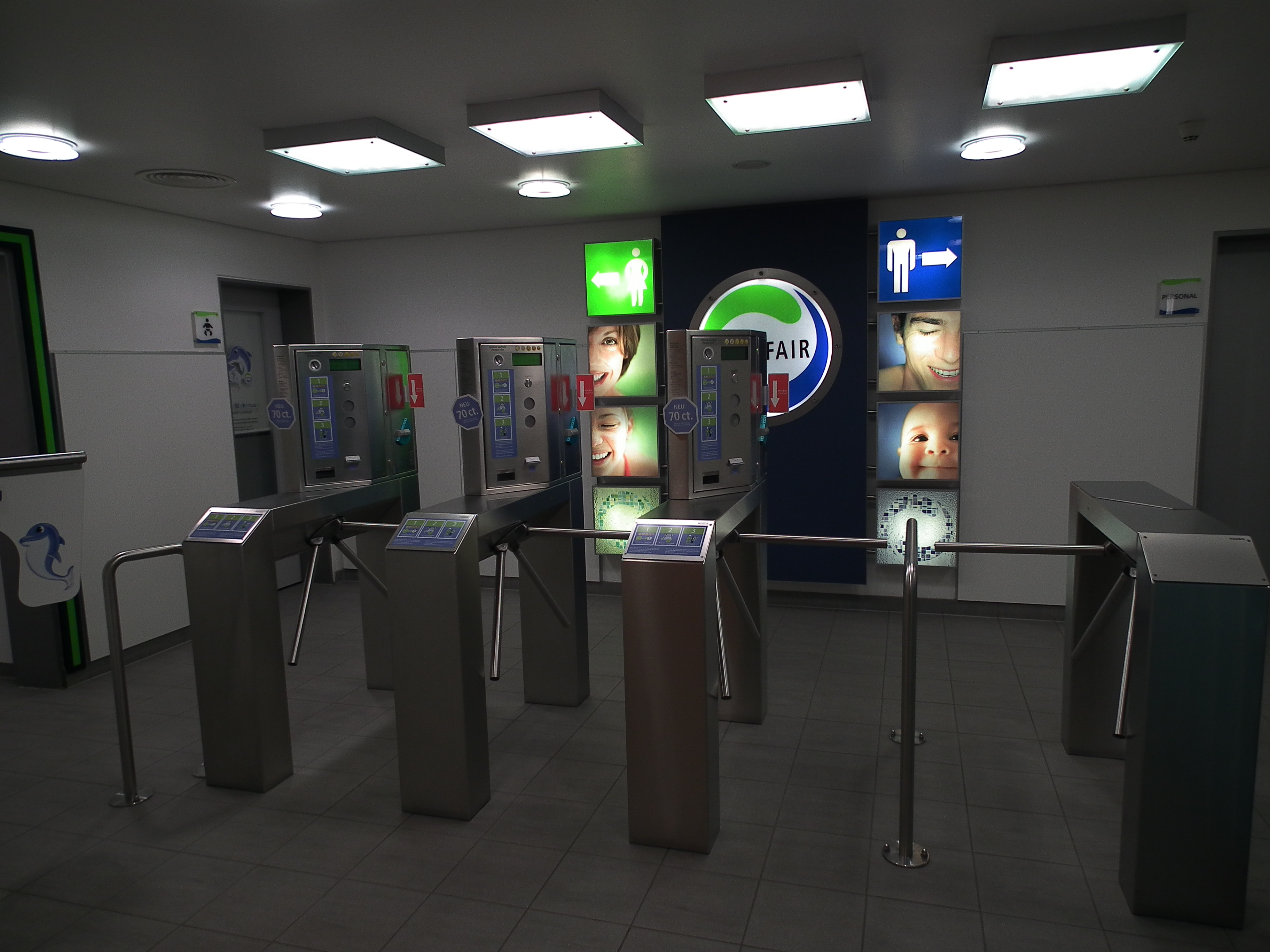
Zugangsanlage der Sanifair zum Sanitärbereich in der Autobahnraststätte Hunsrück Ost bei Daxweiler (2011)

Eine Tochtergesellschaft des Unternehmens, Sanifair, ist für die Toiletten zuständig und hat dafür ein eigenes Konzept entwickelt, um aus der bisher kostenlosen Dienstleistung einen Ertragsbringer für Tank & Rast zu machen. Es wird eine Benutzungsgebühr von bislang 70 Cent erhoben (im hannoverschen und im Dortmunder Hauptbahnhof aktuell 1 Euro und seit dem 8. November 2022 nach einer beschlossenen Preiserhöhung generell 1 Euro), von denen 50 Cent – und seit der Preiserhöhung die vollen 1,00 Euro – auf Käufe in Tank-&-Rast-Unternehmen angerechnet werden. Die Anrechnung wird nur auf Reisebedarf und Restaurantverzehr gewährt; Kraftstoffe sind ausgenommen. Bei der bundesweiten Einführung 2003 war der Toilettenbesuch mit 50 Cent, die vollständig angerechnet wurden, für den kaufenden Gast noch kostenneutral. Mit dem (kostenpflichtigen) Euroschlüssel ist die Toilettennutzung für Menschen mit Behinderung gratis möglich.
Sanifair ist an rund 300 Autobahnrastanlagen in sämtlichen Bundesländern außer Berlin und Bremen tätig; das Bundesland Bremen hat keine Autobahnraststätten. Sanifair-Toilettenanlagen umfassen zumeist Wickelräume und finden sich auch an einigen Standorten der Tank- und Raststätten der Marke AXXE.
Gegen die Kostenpflicht bei Benutzung der Toilettenanlagen ist der Kabarettist Rainald Grebe juristisch vorgegangen, scheiterte aber.
Seit 2008 gibt es die erste Sanifair-Toilettenanlage in einem Einkaufszentrum. Im Jahr 2010 öffnete außerdem eine Sanifair-Toilettenanlage im Hauptbahnhof Hannover, 2011 wurde im Hauptbahnhof Bremen eine Sanifair-Anlage eröffnet und 2013 im Oldenburger Hauptbahnhof. Weitere Standorte gibt es inzwischen in einigen Filialen von McDonald’s, an einigen Tankstellen der Kette OMV sowie in der Leverkusener Rathausgalerie, am Euro-Rastpark in Schweitenkirchen, in unmittelbarer Nähe zum hannoverschen Hauptbahnhof in der Ernst-August-Galerie sowie in den Schlossarkaden in Braunschweig, den Schlosshöfen in Oldenburg und im Stern-Center in Potsdam. Diese Systeme laufen jeweils untereinander und getrennt vom bisherigen Tank-&-Rast-System, das heißt, Gutscheine können nur vor Ort und somit nicht an den Tank-&-Rast-Raststätten oder an den alternativen Standorten eingelöst werden. Mit einem Euroschlüssel stehen die Toiletten auch behinderten Menschen zur Verfügung.
Auch im Ausland gibt es seit 2008 mit jeweils einem Standort in Österreich (McDonald’s in Salzburg) und Ungarn (OMV in Karácsond) erste Toilettenanlagen der Tank-&-Rast-Tochtergesellschaft. Sowohl bei diesen als auch den übrigen Standorten außerhalb des Tank-&-Rast-Netzes handelt es sich um ein Pilotprojekt.

## Elektromobilität

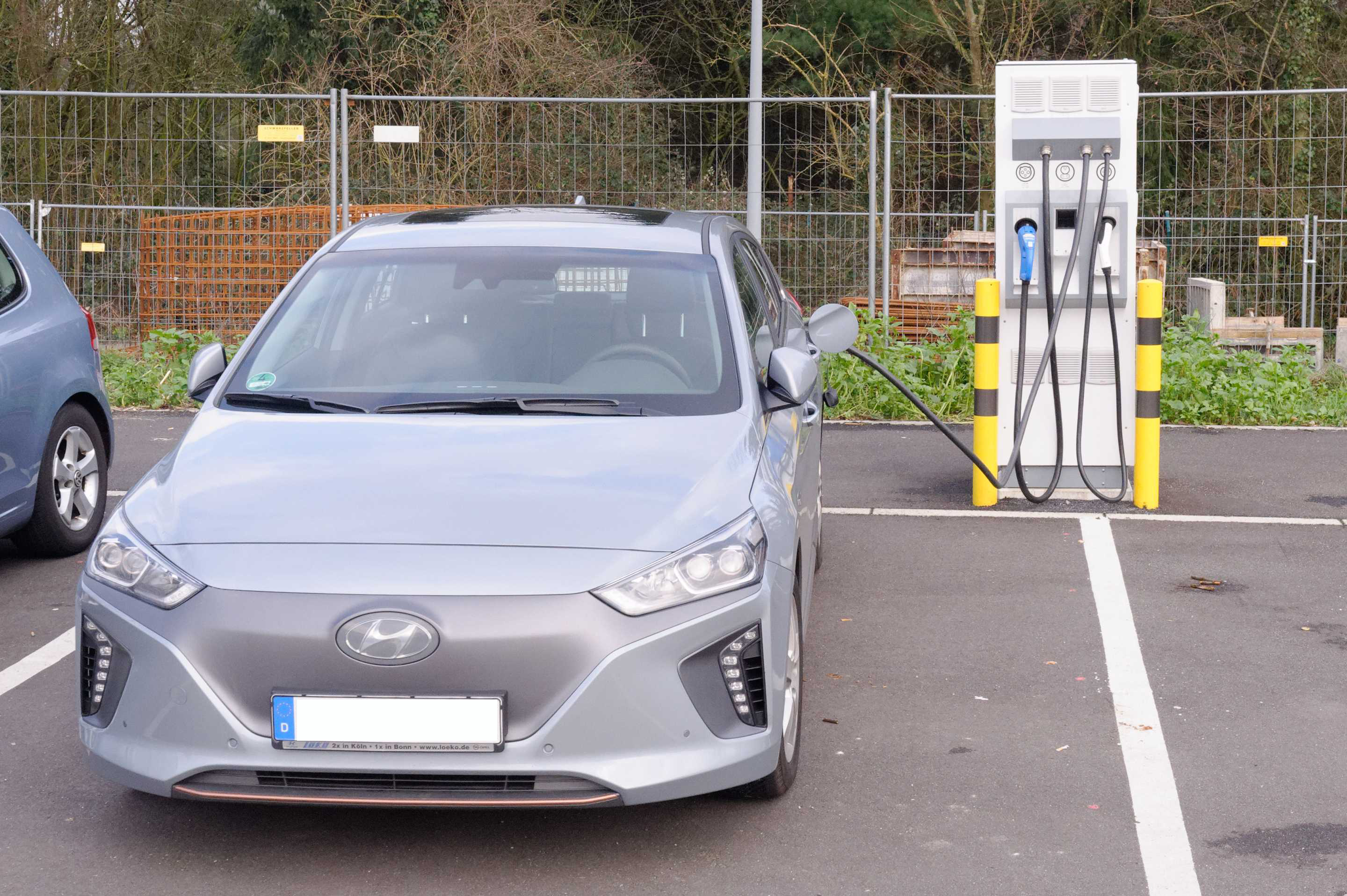
Hyundai Ioniq an einer Innogy-Ladesäule bei Serways

Beim weiteren Ausbau von Schnellladesäulen an Autobahn-Tankstellen gibt es einen Streit zwischen Tesla, dem niederländischen Ladestationen-Betreiber Fastned sowie dem Unternehmen Tank & Rast, das vom Bund beauftragt ist, auf seinen Flächen Schnellladesäulen zu errichten. Dagegen hatten Tesla und Fastned geklagt, da diese ebenfalls Zugang zu den lukrativen Raststättenflächen wollen, und aus ihrer Sicht die Konzessionsverträge europaweit hätten ausgeschrieben werden müssen. Im Jahr 2023 überwies das OLG Düsseldorf das Verfahren an den EuGH in Luxemburg. Da der EuGH üblicherweise ein bis zwei Jahre für Entscheidungen benötigt, könnte Tank & Rast wegen der unsicheren Rechtslage zunächst weniger in weitere Ladestationen investieren. Tank & Rast wollte sich zu dem OLG-Entscheid nicht äußern.
Die Monopolkommission, die die Bundesregierung in Wettbewerbsfragen berät, monierte im Jahr 2021: „Der Wettbewerb bei den Ladesäulen an den Bundesautobahnen wird durch die monopolähnliche Stellung von Tank & Rast erschwert.“
Tank & Rast unterstützt seit Herbst 2015 die Initiative E-Mobilität der Bundesregierung auf deutschen Autobahnen. Dabei werden Schnell-Ladestationen aufgestellt und mit jeweils einem CHAdeMO, einem CCS sowie einem Typ-2-Anschluss versehen.
Bei Tank & Rast war die Aufladung in der Anfangszeit teilweise kostenfrei. Als Betreiber sind EnBW, MER (ehemals: E-Wald), Ionity oder EOn-Innogy kostenpflichtig tätig.